# Friede von Adrianopel (1829)
Der Friede von Adrianopel wurde am 14. September 1829 in der heutigen Stadt Edirne geschlossen. Er beendete den 1828 ausgebrochenen Russisch-Osmanischen Krieg. Das Russische Kaiserreich als Gewinner des Krieges erhielt fast die gesamte Donaumündung zugesprochen, ferner Teile Armeniens und einige wichtige Festungen am Oberlauf der Kura. Außerdem wurde die freie Schifffahrt auf dem Schwarzen Meer und durch die Dardanellen garantiert. Für Russland bedeutete das die Kontrolle über die Donauschifffahrt, den freien Zugang zum Mittelmeer und eine wichtige Ausgangsbasis zur endgültigen Eingliederung des Kaukasus.
Serbien erhielt eine weitgehende Autonomie. Die Unabhängigkeit der  Ersten Hellenischen Republik wurde praktisch erreicht, auch wenn dem Land erst 1830 die volle Souveränität zuerkannt wurde. Großer Verlierer des Konflikts war das  Osmanische Reich, dessen Macht im 19. Jahrhundert weiter verfiel.